# Viola tomentosa
Viola tomentosa är en violväxtart som beskrevs av Milo Samuel Baker och J. Clausen. Viola tomentosa ingår i släktet violer, och familjen violväxter. Inga underarter finns listade i Catalogue of Life.

## Bildgalleri

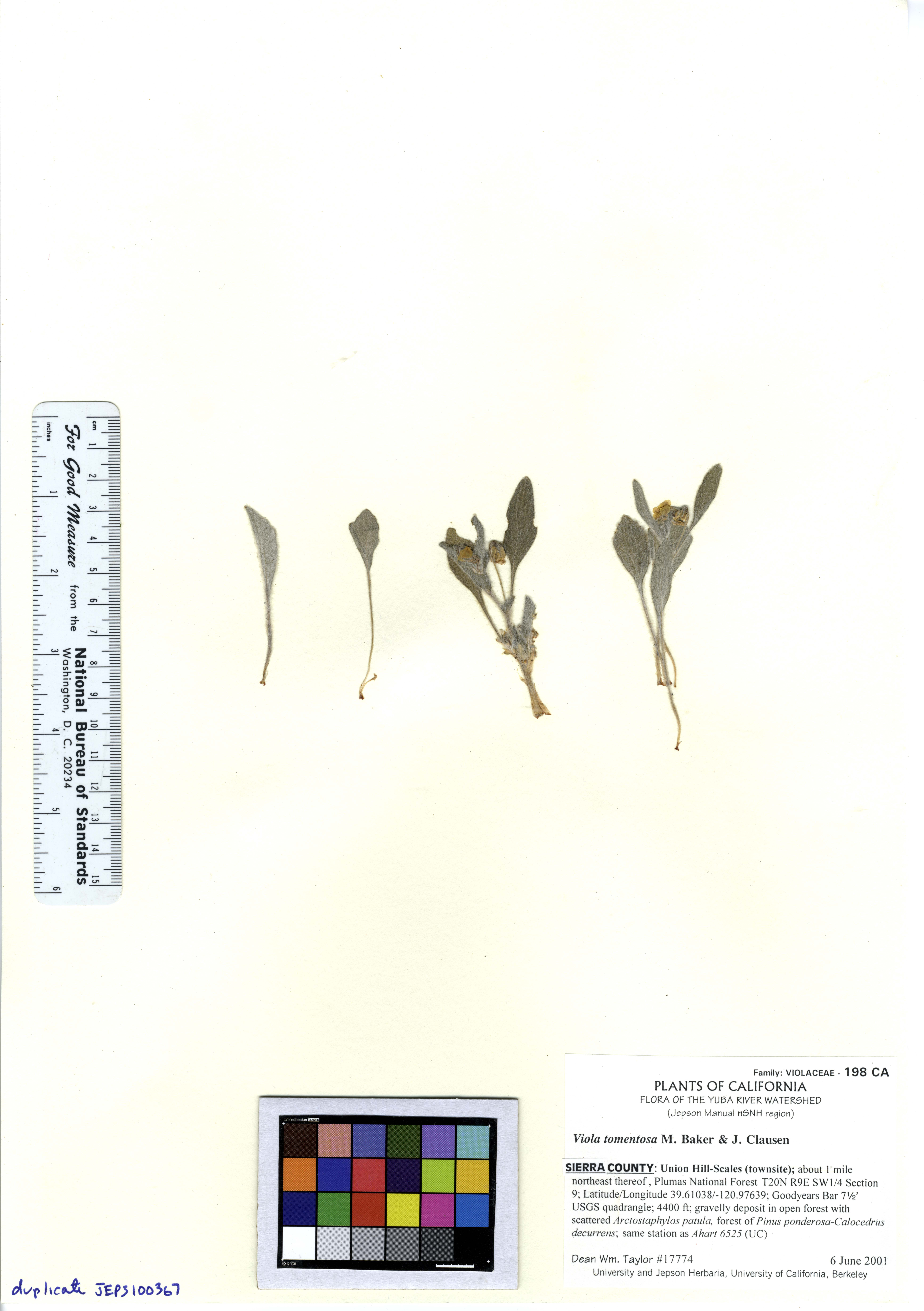
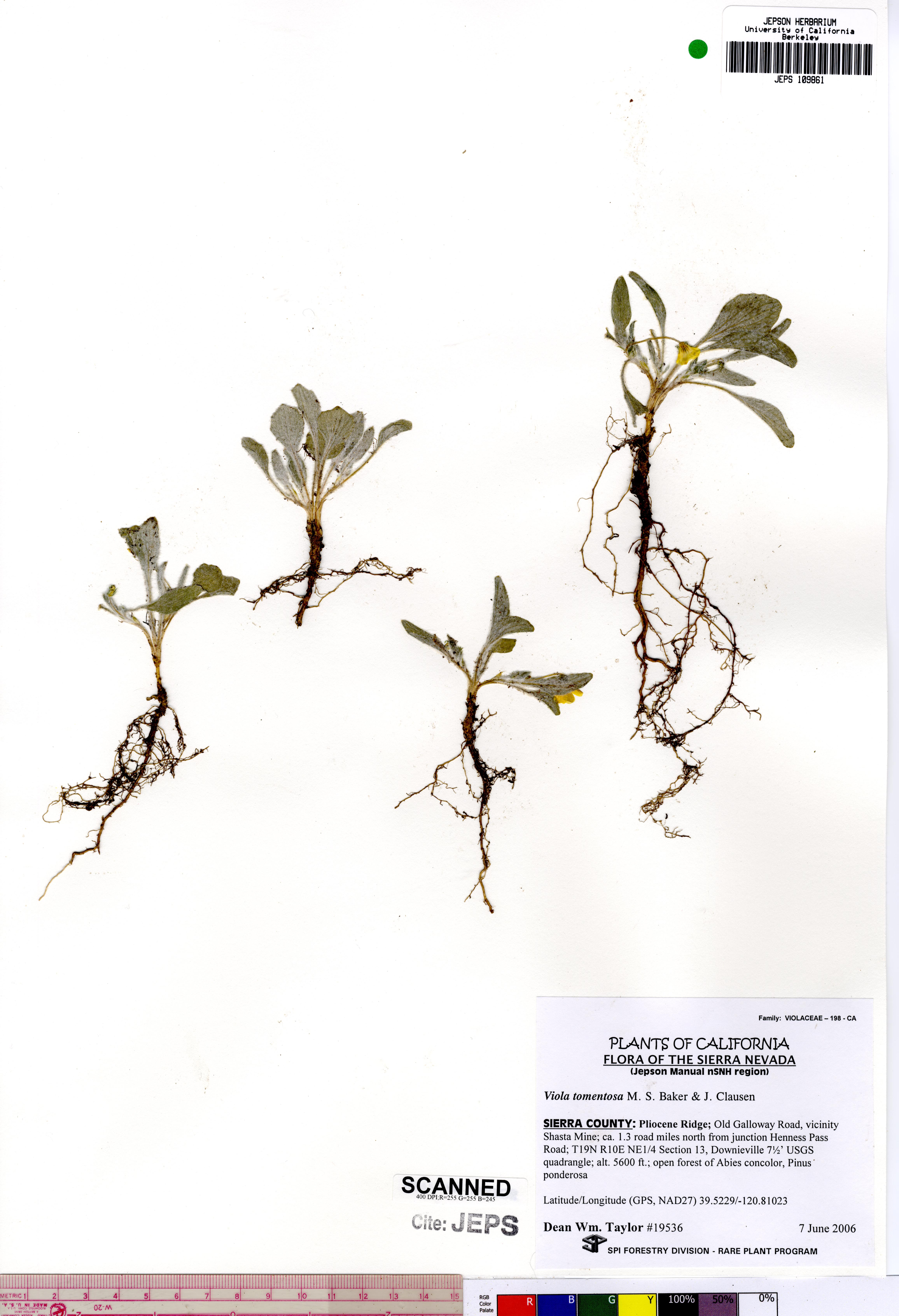
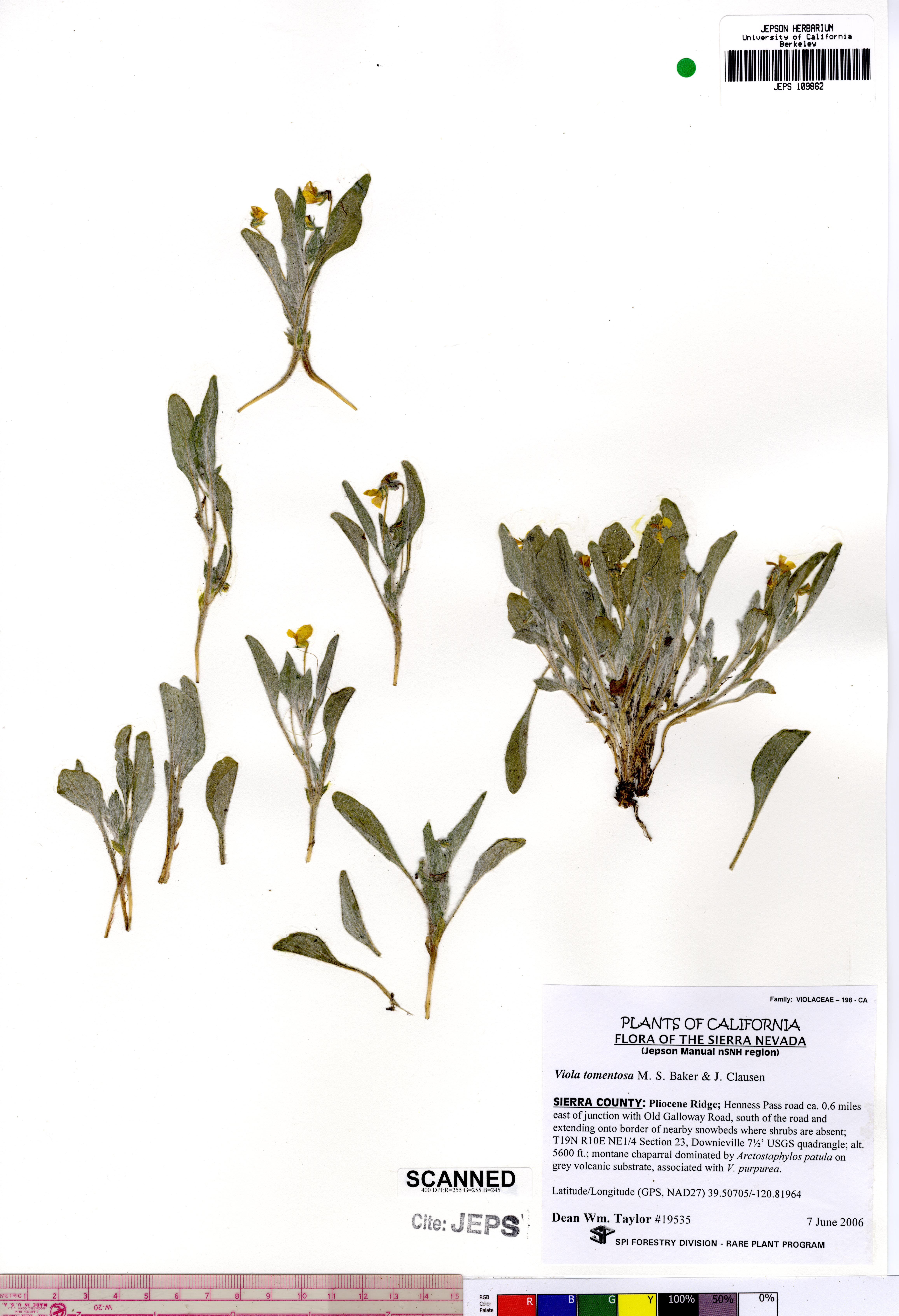
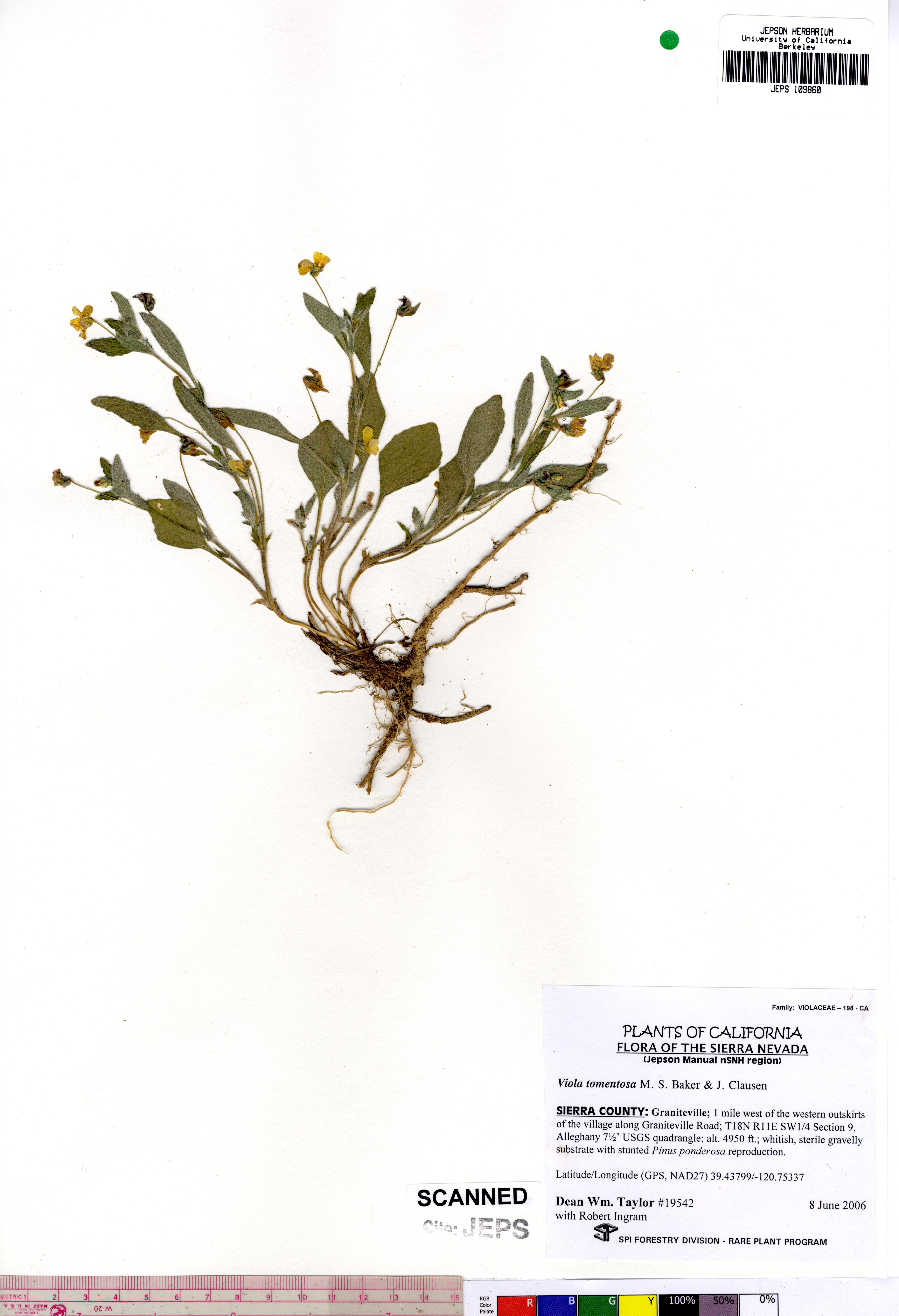